# Nucli antic de Ciutadella
El nucli antic de Ciutadella és el conjunt històric protegit com a Bé d'interès cultural (BIC) del municipi de Ciutadella, a l'illa de Menorca.
Aquest conjunt es troba en el que, fins al segle xix, era la ciutat emmurallada. Delimita amb la Contramurada, un passeig que flanqueja l'antiga població. El nucli antic està configurat per petits carrers, d'origen àrab i medieval. És l'espai on es troben la major part dels monuments de la ciutat. Gairebé tot el centre és de vianants, motiu pel qual és un lloc ideal per a passejar i comprar.

## Història

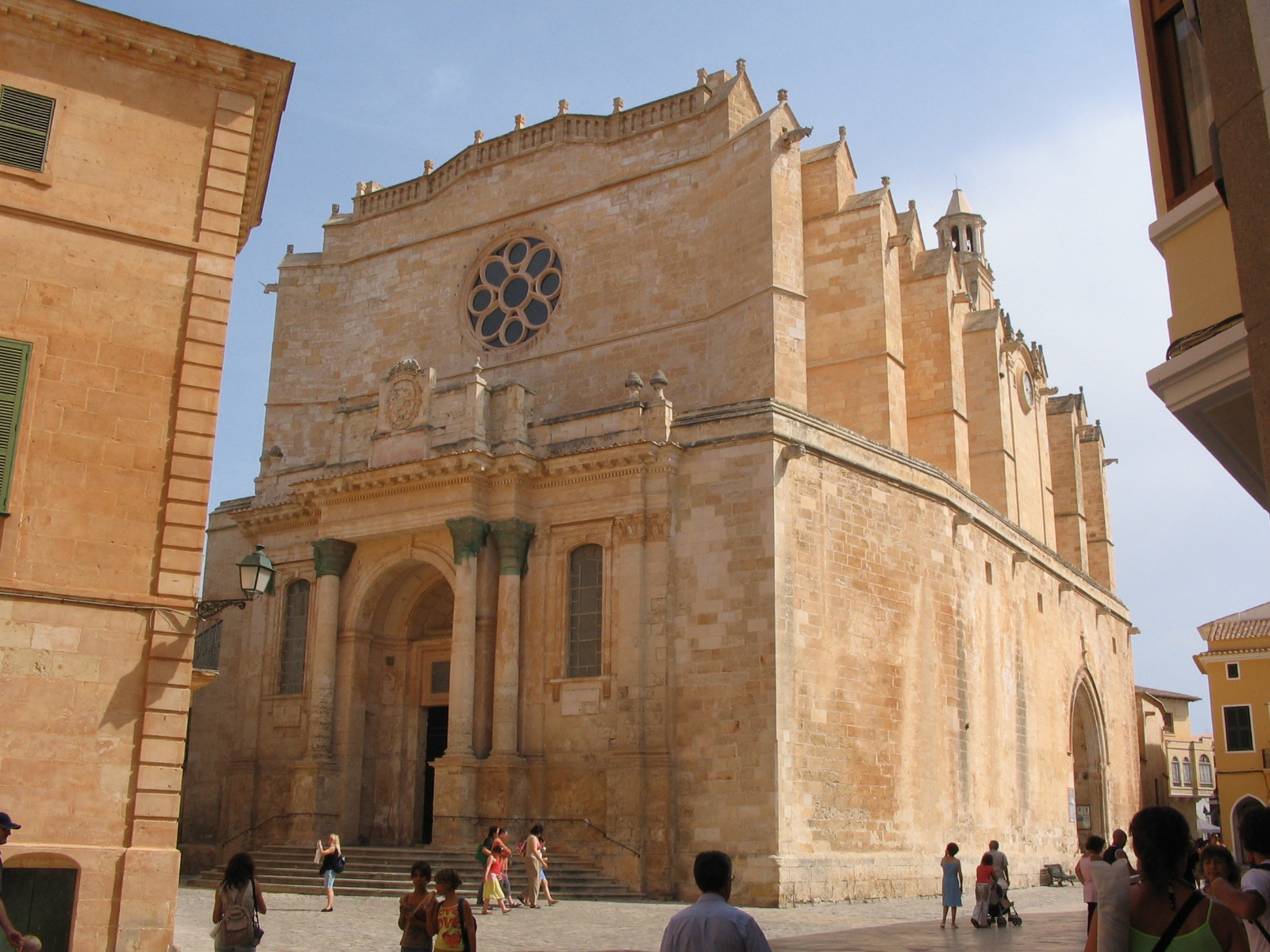
Catedral de Santa Maria de Ciutadella, al nucli antic

La ciutat de Ciutadella de Menorca és una de les que recull més història de l'illa. Molt a prop del nucli actual, s'hi poden trobar jaciments arqueològics amb vestigis dels primers habitants de Menorca (cultura talaiòtica), així com un possible assentament fenici. Posteriorment, Ciutadella, com la resta de l'illa, va viure el pas de diverses cultures que s'hi establiren al llarg del període històric; des dels romans (als segles I i II dC), que van fundar l'actual Ciutadella (Iamo), als vàndals, passant per l'Imperi Romà d'Orient, al 534, fins a arribar a la dominació islàmica (Medina Manurqa), durant els segles IX i XI, que van acabar de configurar bona part de l'actual traçat dels carrers de la ciutat, i era la catedral l'antiga mesquita Major. Durant l'època musulmana, Ciutadella era la capital de l'illa, motiu pel qual era també el lloc de residència del governador. Posteriorment, el rei Alfons III, el 1287, la va conquerir i repoblar amb gent del nord de Catalunya.
El nucli antic de Ciutadella va mantenir-se emmurallat fins a finals del segle xix. Aquesta muralla, d'origen romà i àrab, va reforçar-se després de la conquesta catalana, tot i que fou parcialment destruïda en l'assalt turc de 1558, i reconstruïda al segle xvii. Avui dia només se'n conserven dos baluards: el bastió de sa Font i el del Governador, que es troba darrere de l'Ajuntament. En el transcurs dels segles xvii i xviii és quan més riquesa arquitectònica es desenvolupa a Ciutadella, amb la construcció de palaus i esglésies dins dels murs de la ciutat.

## Reconeixement i protecció
El nucli antic de Ciutadella està integrat per un seguit d'edificis de singular valor arquitectònic, dotant la ciutat d'una fesomia única, convertint Ciutadella en una ciutat monumental. A més a més, el bon estat de conservació i la unitat d'aquest nucli històric va provocar que el 1964 fos declarat conjunt historicoartístic estatal.
Posteriorment, el 1985, va rebre la classificació de Bé d'interès cultural per la Llei estatal de patrimoni històric que, el 1998, va reafirmar-se mitjançant la Llei autonòmica, quedant categoritzat com a conjunt històric. El 1999, es va aprovar el Pla especial de protecció del conjunt històric de Ciutadella de Menorca, que regula les actuacions urbanístiques que es desenvolupen dins del terme, amb l'objectiu d'assegurar la conservació de la ciutat menorquina.
Per tal de facilitar el coneixement del nucli històric, l'Ajuntament de Ciutadella va impulsar la creació d'un itinerari numerat, que consta de plaques explicatives a les façanes dels edificis, així com d'un plànol urbà per situar-los i explicar-los als visitants.

## Llocs d'interès

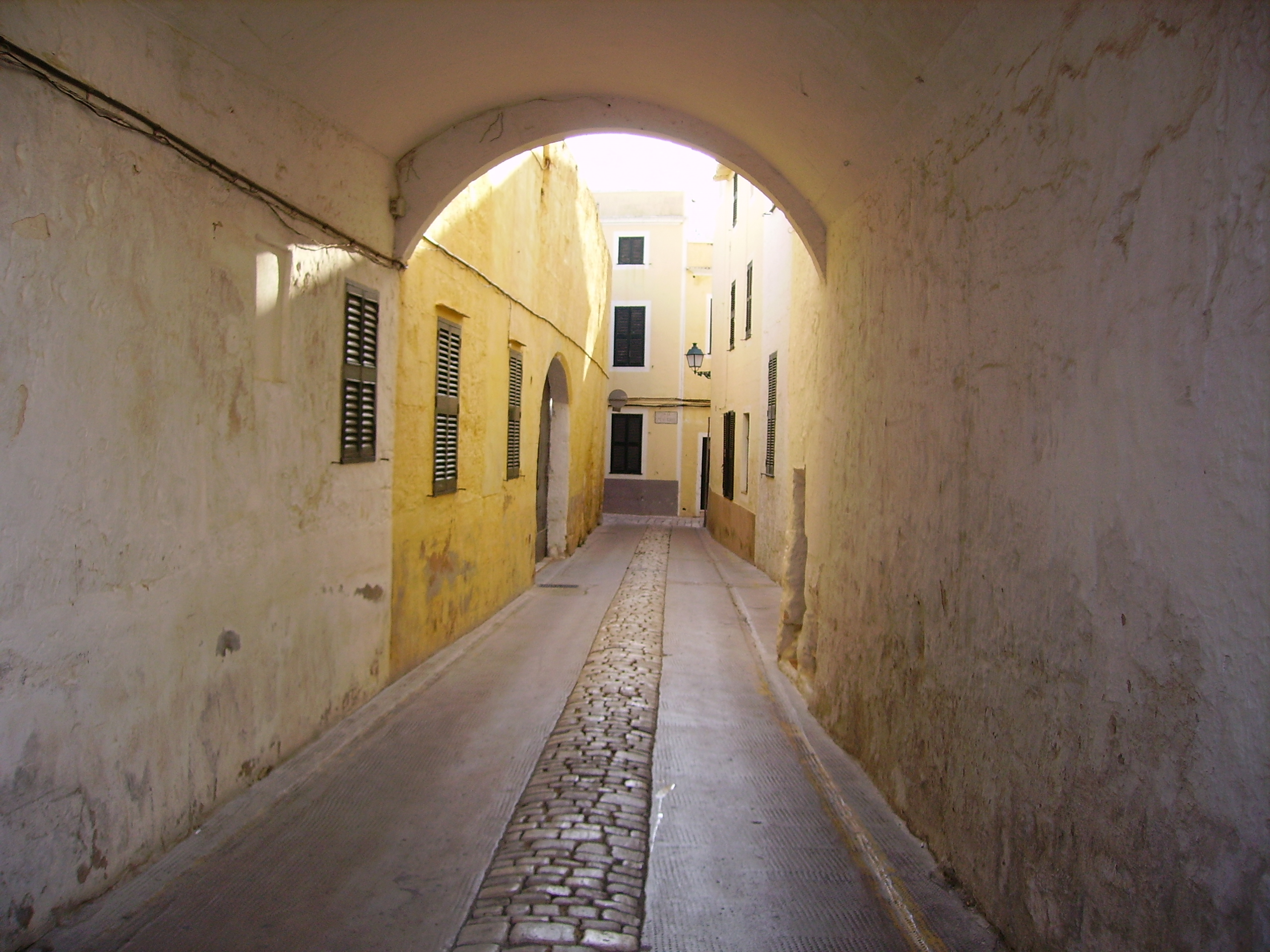
Un carreró del nucli antic de Ciutadella de Menorca

- Catedral de Santa Maria de Ciutadella (segles XIV i XVI)
- Ses Voltes (segles XVI - XX)
- Can Saura (segles XVII-XVIII)
- Església del Roser (segles XVII-XVIII)
- Ca n'Olivar (segles XVII-XIX)
- Església del convent dels Agustins (segle XVII)
- Església del Sant Crist (segle XVII)
- Bastió de sa Font (segle XVII)
- Església de Sant Josep (segle XVII)
- Torre de Sant Nicolau (segle XVII)
- Claustre del Seminari (segles XVII-XVIII)
- Cas Baró (segle xvii)
- Església de Sant Francesc (segles XVII-XIX)
- Casa Consistorial (segle XVII-XX)
- Cas Duc (segles XVIII-XIX)
- Can Squella (segles XVIII-XIX)
- Palau Episcopal (segles XVIII-XIX)
- Can Saura-Morell (segles XVIII-XIX)
- Cas Comte (segle xix)
- Can Salort (segle xix)
- Molí des Comte (segle xix)

## Galeria d'imatges

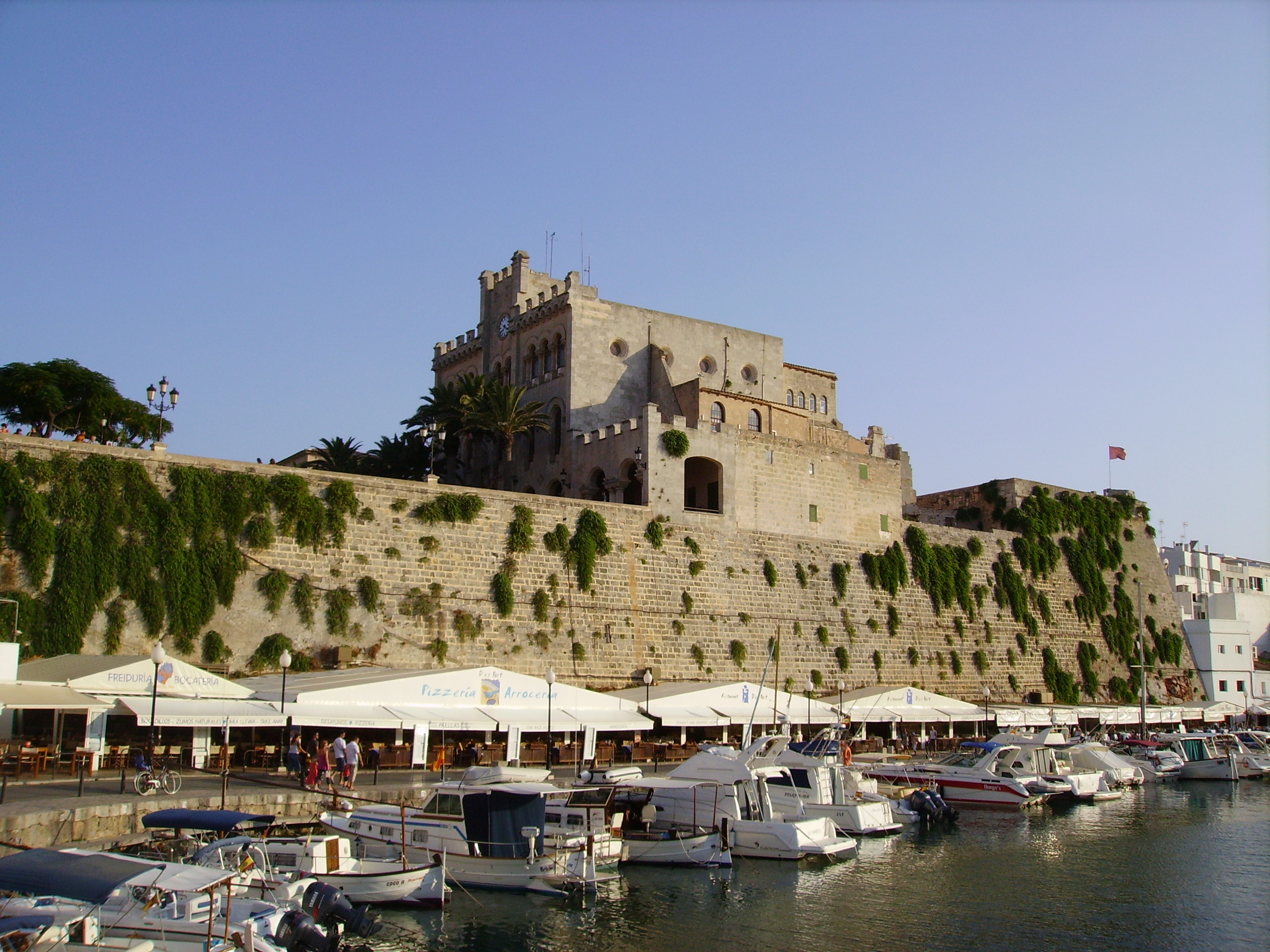
Muralla i casa Consistorial
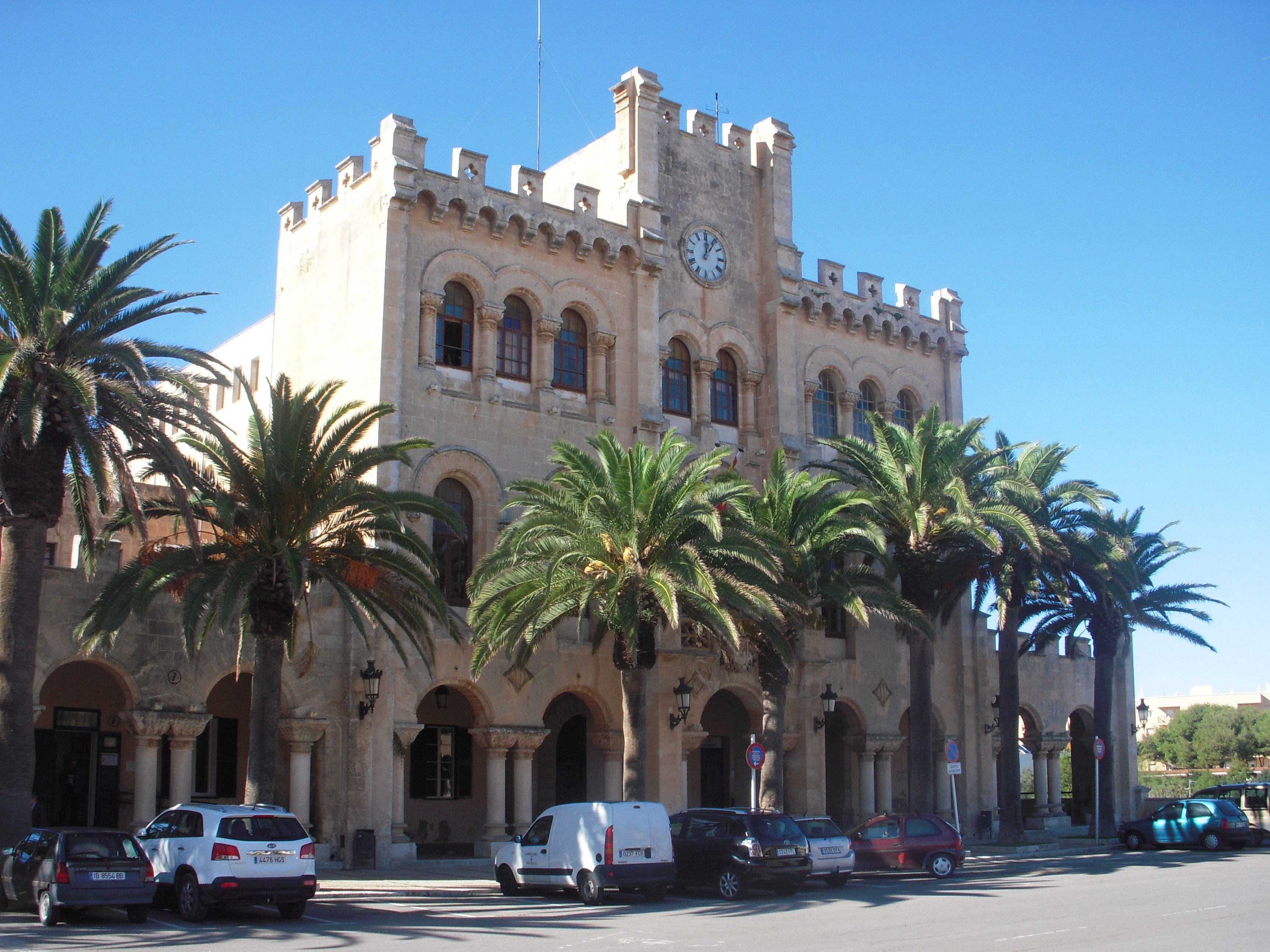
Casa consistorial
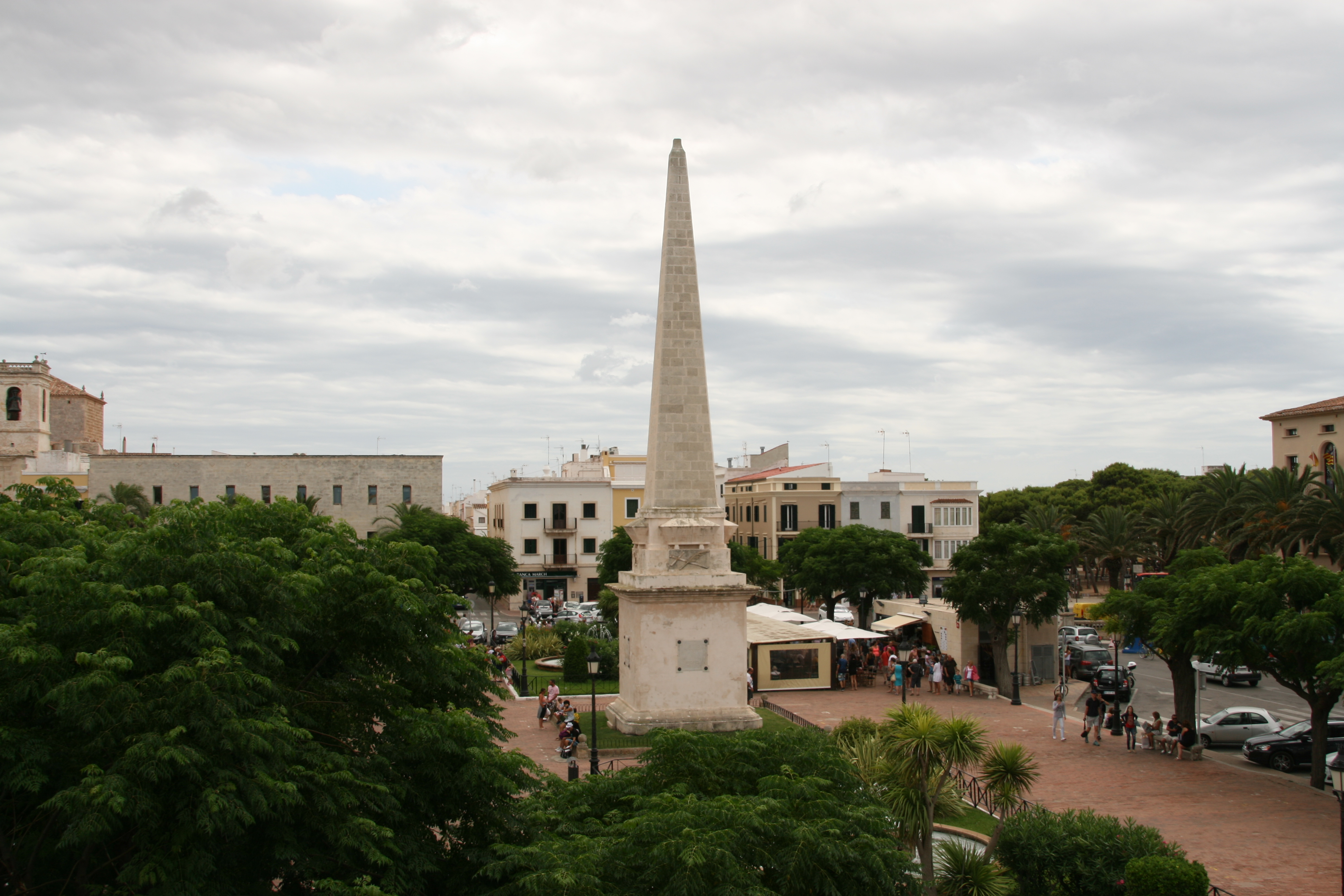
Obelisc de la plaça des Born
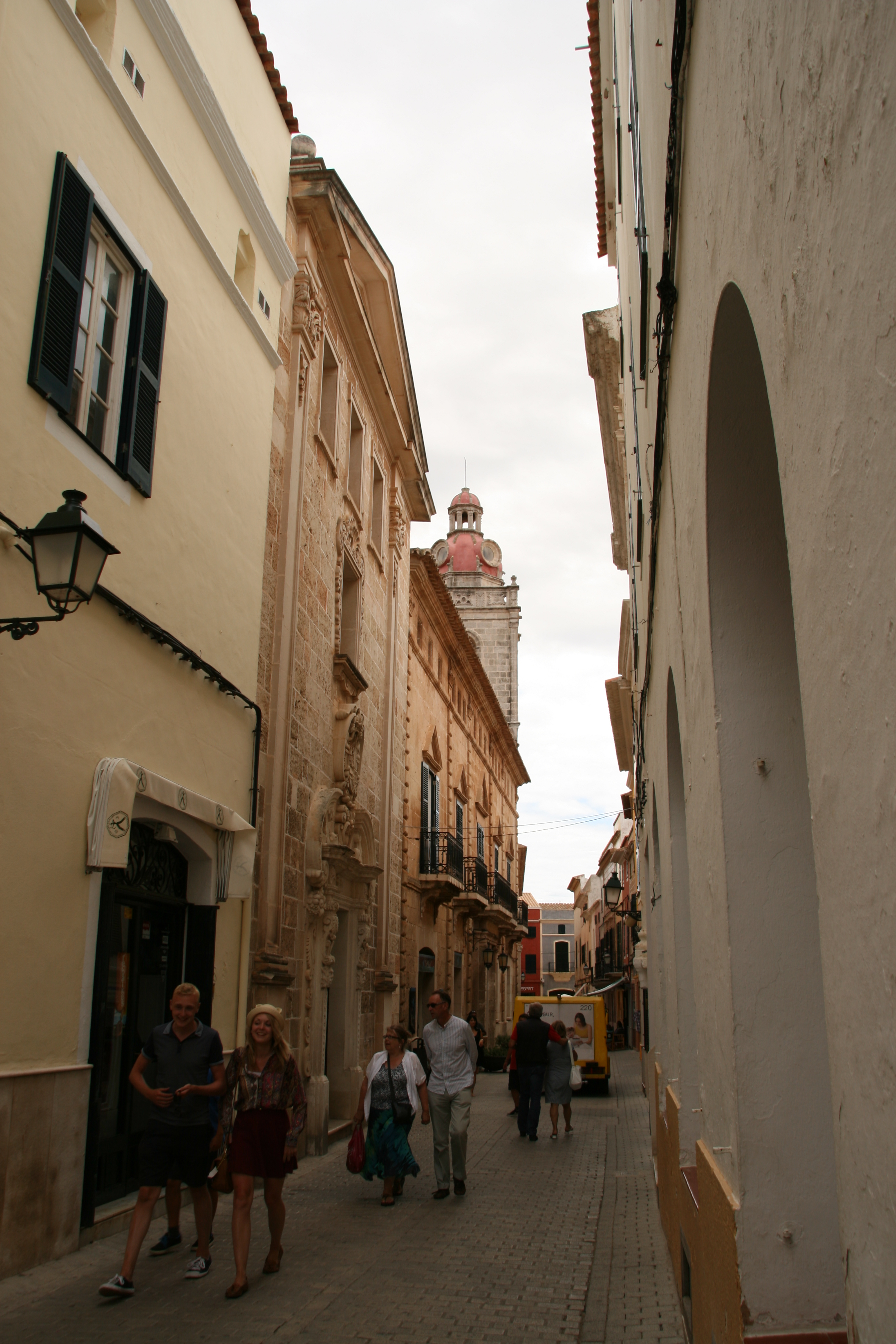
Carrer del Seminari
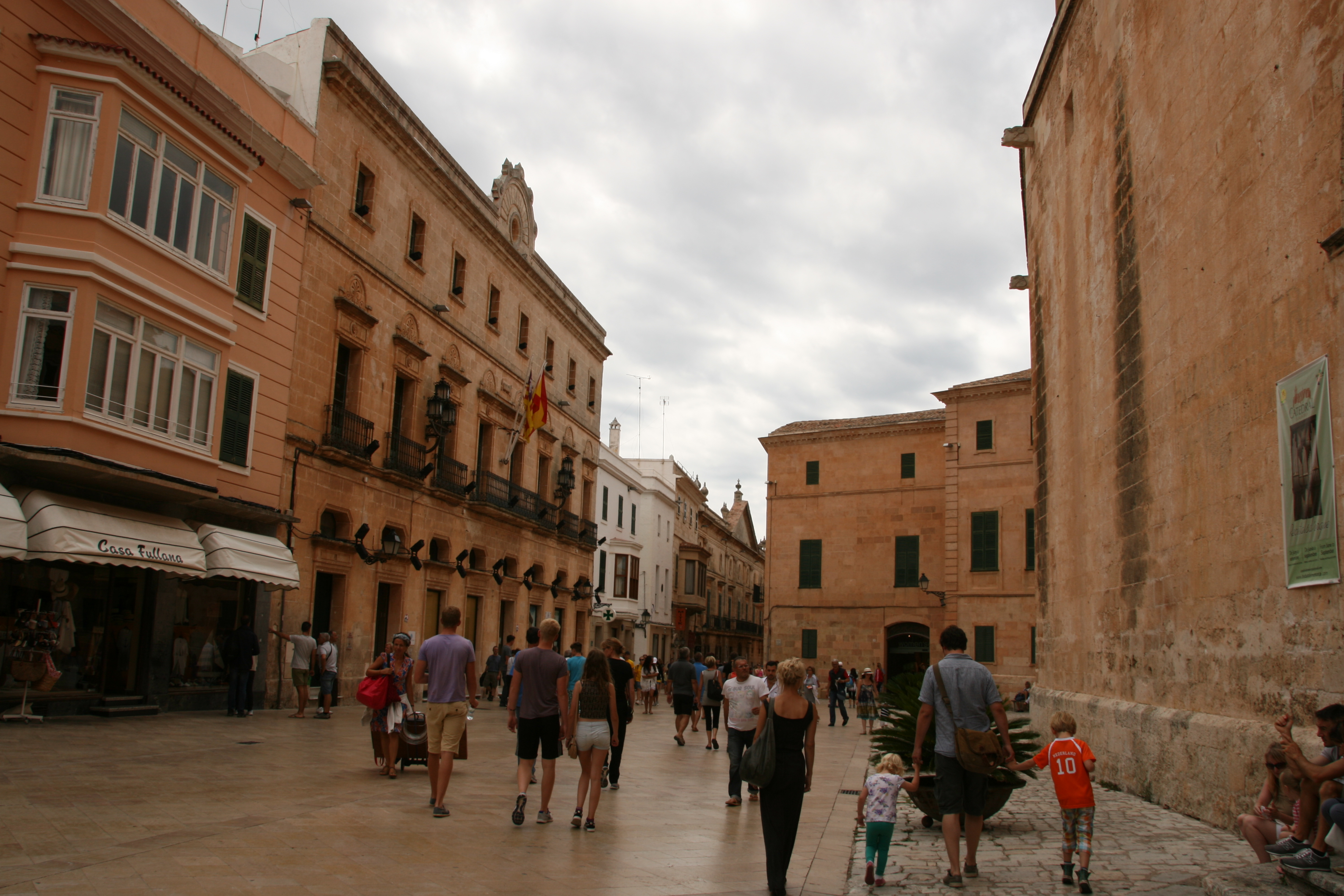
Plaça de la Catedral
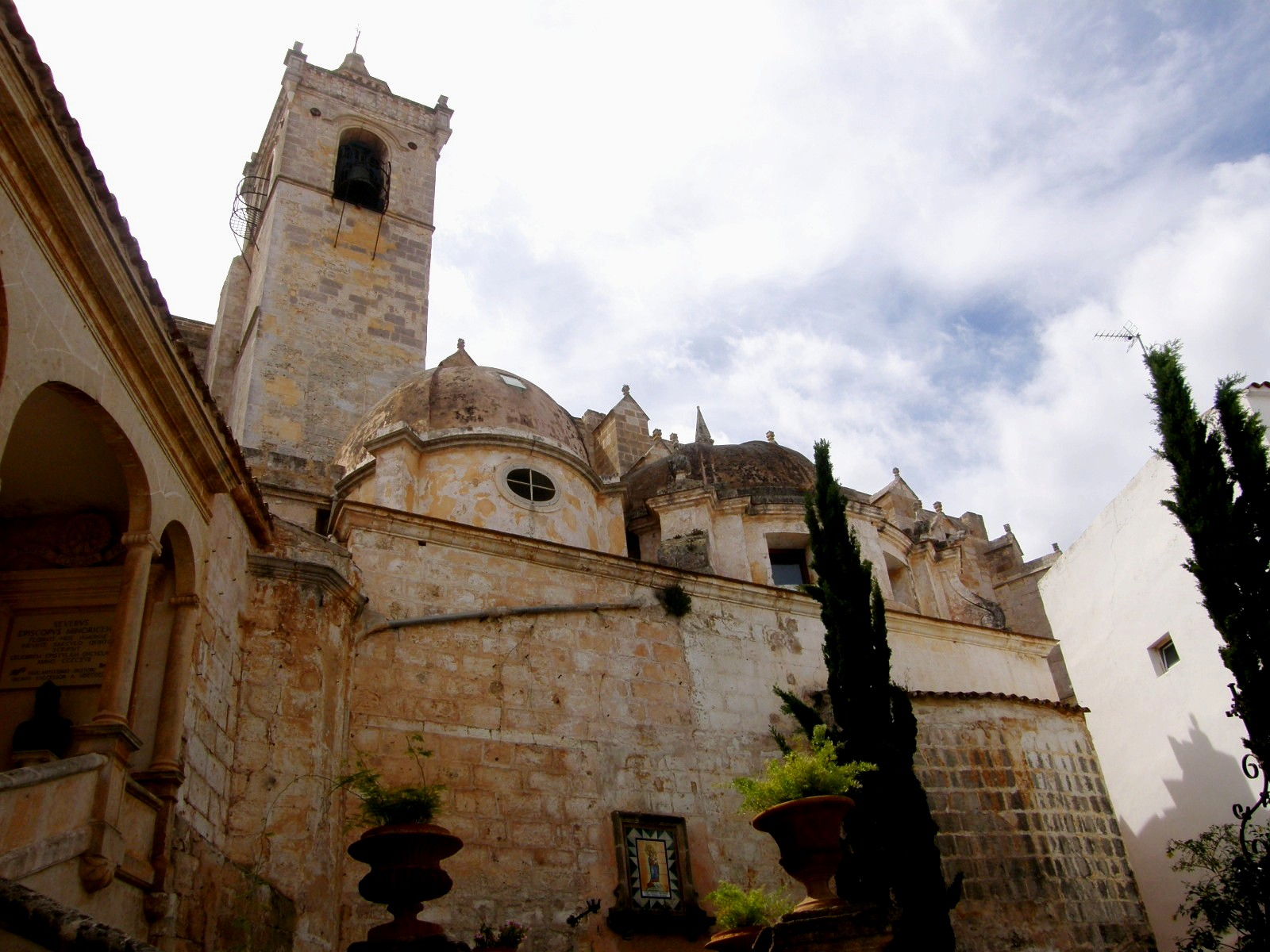
Catedral de Menorca
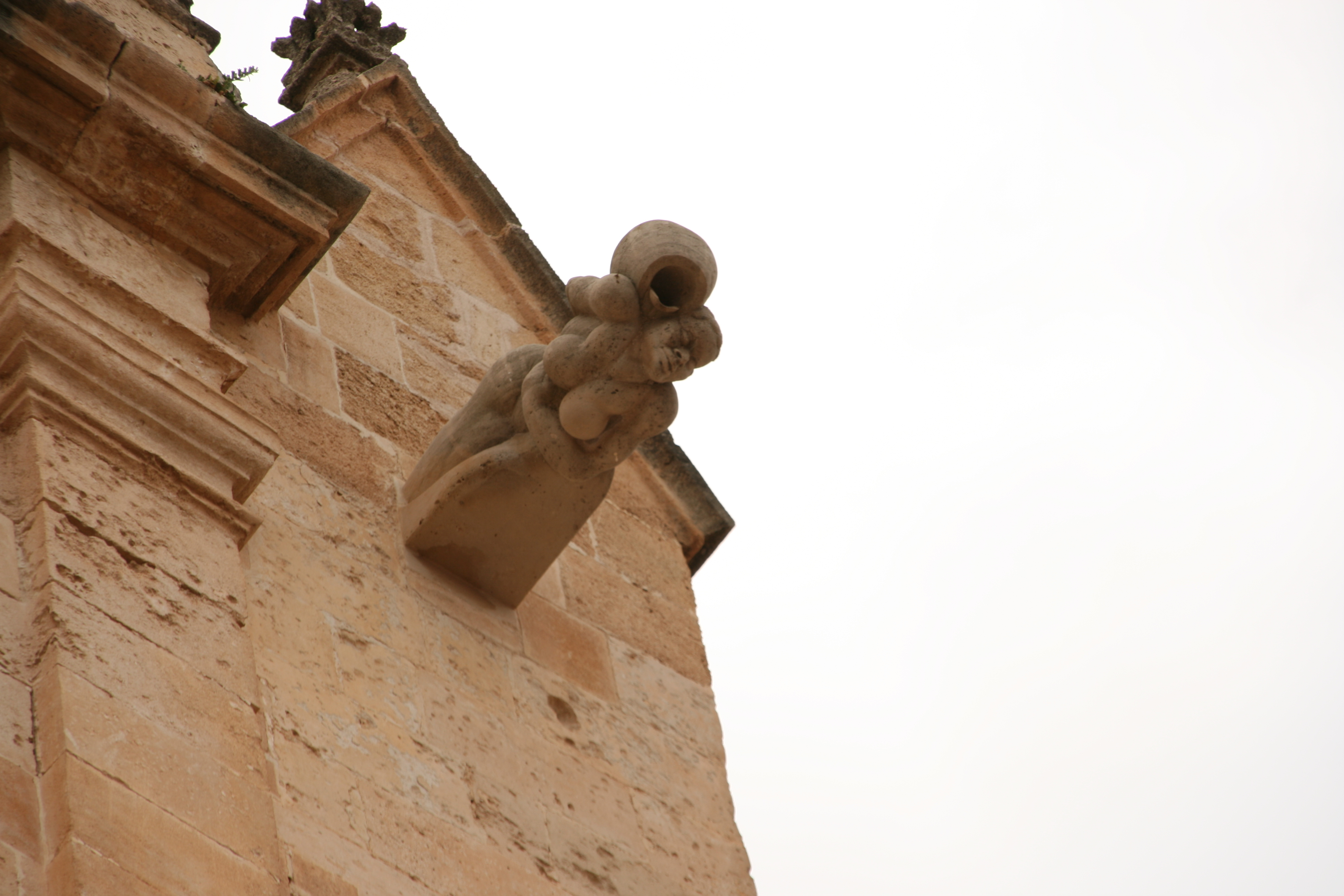
Una gàrgola de la catedral de Menorca
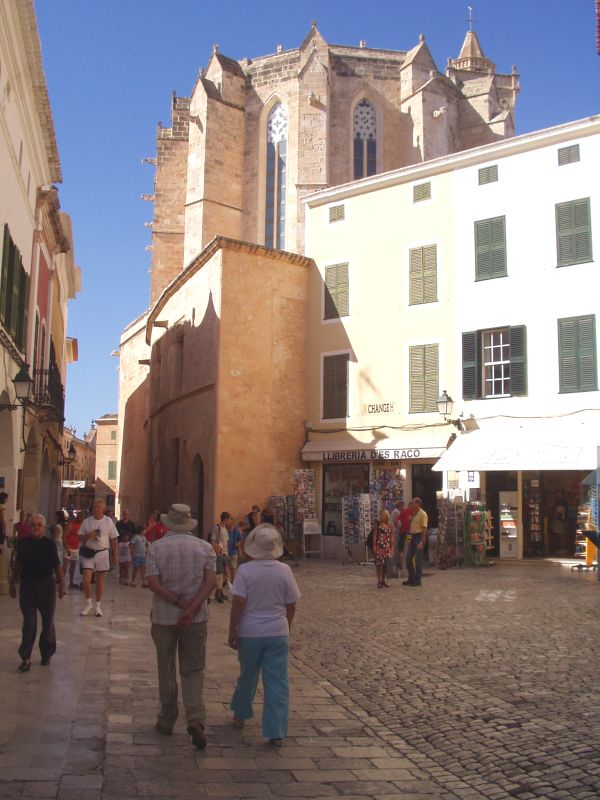
Catedral des de Ses Voltes
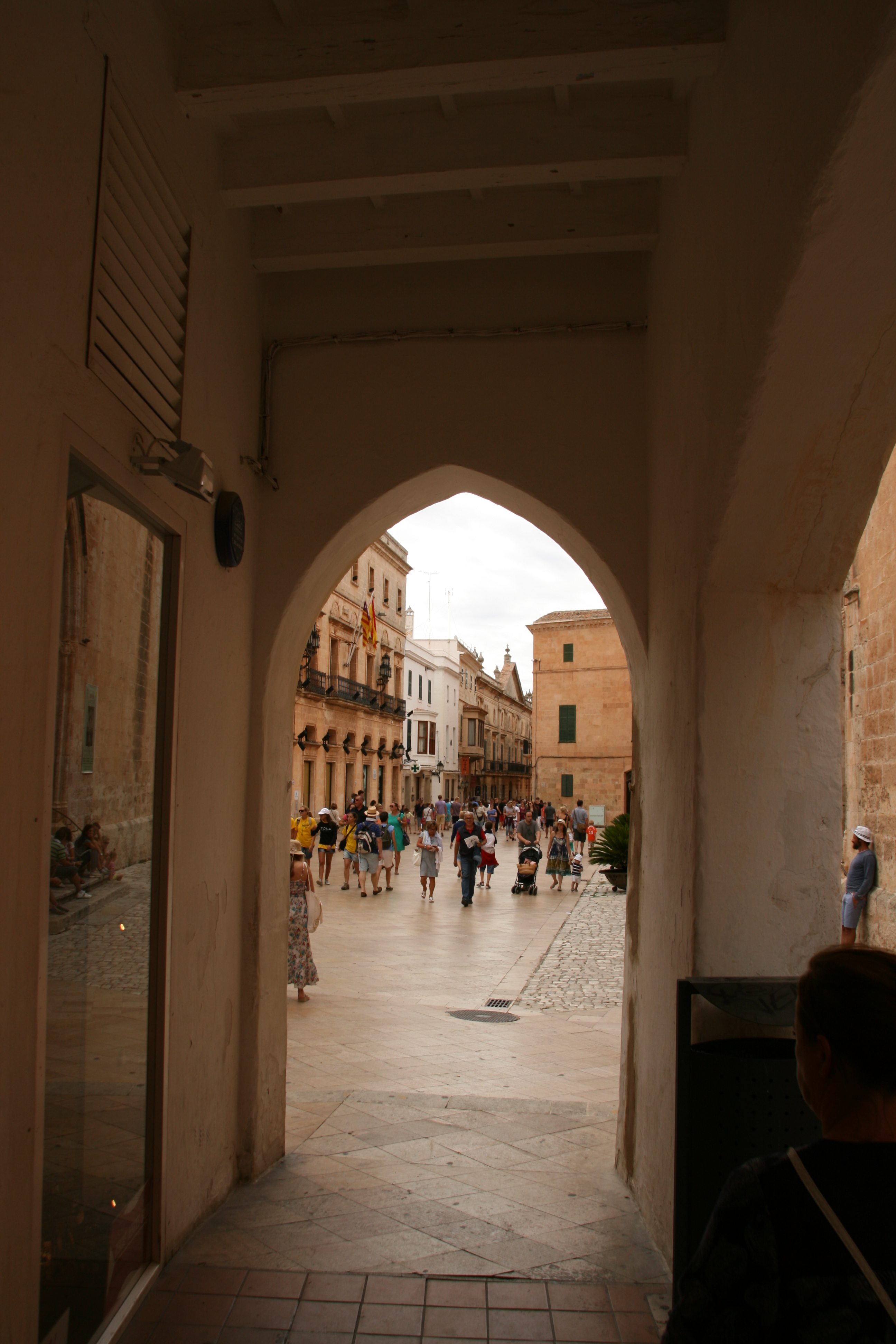
Ses Voltes
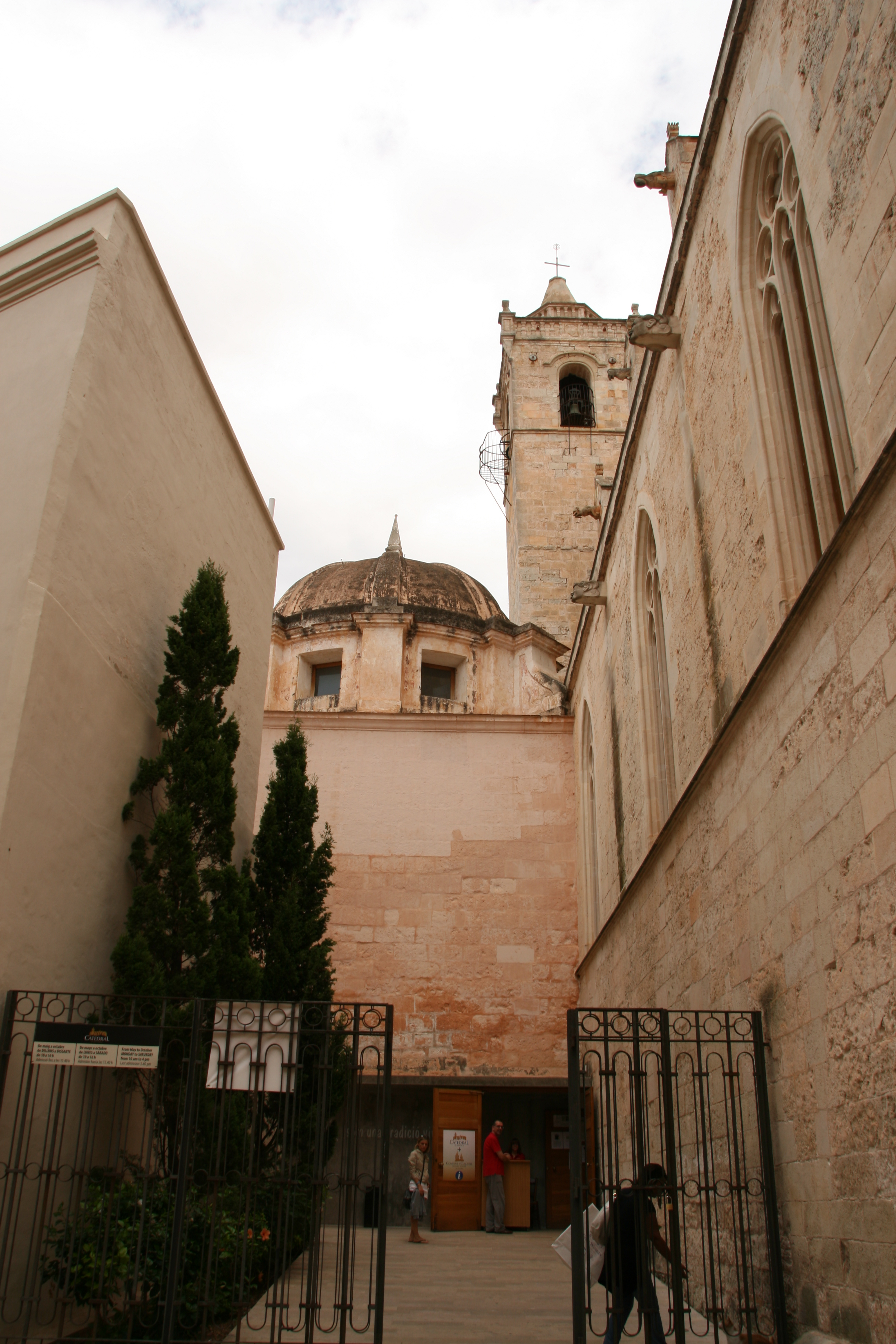
Accés al palau episcopal
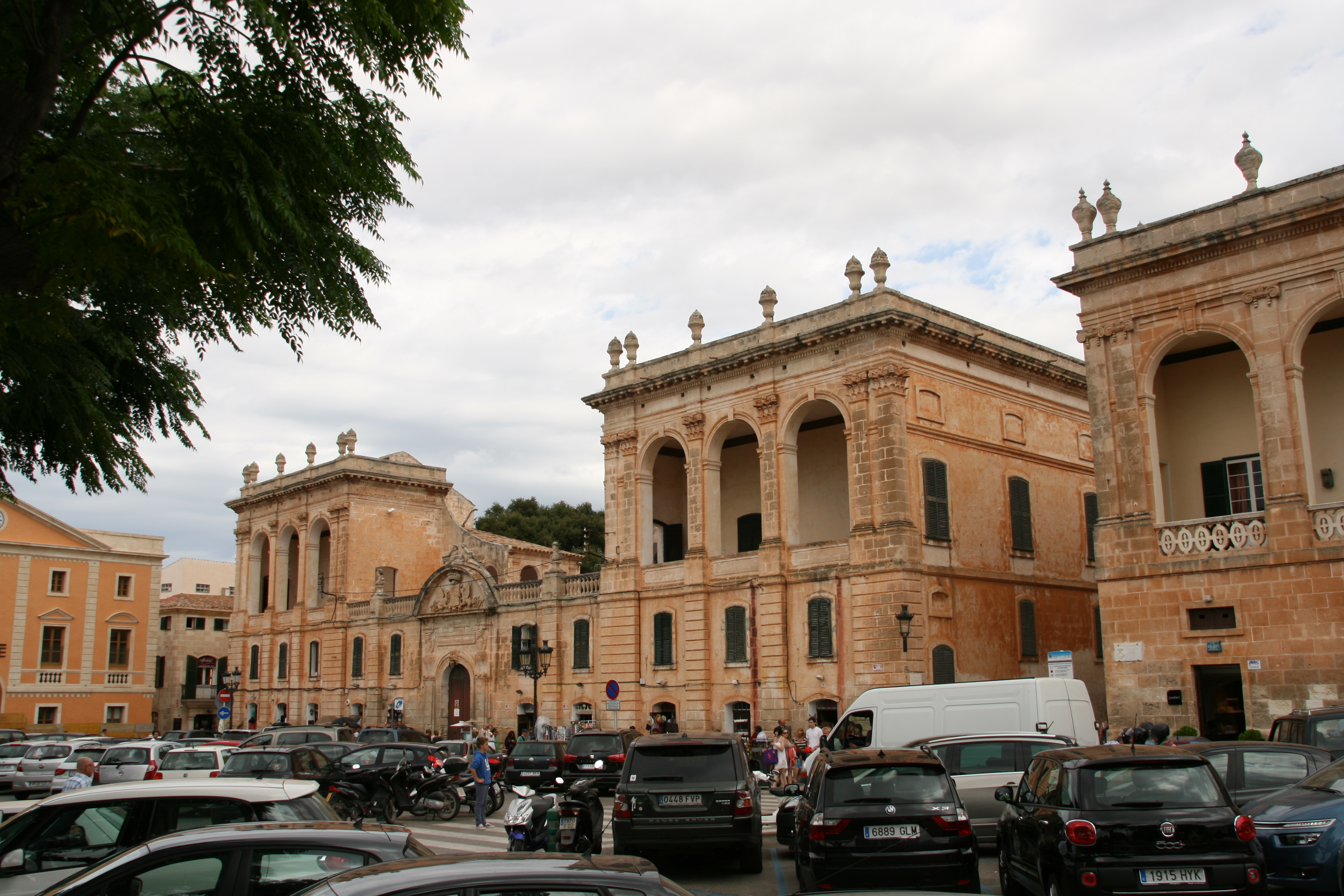
Cas Comte
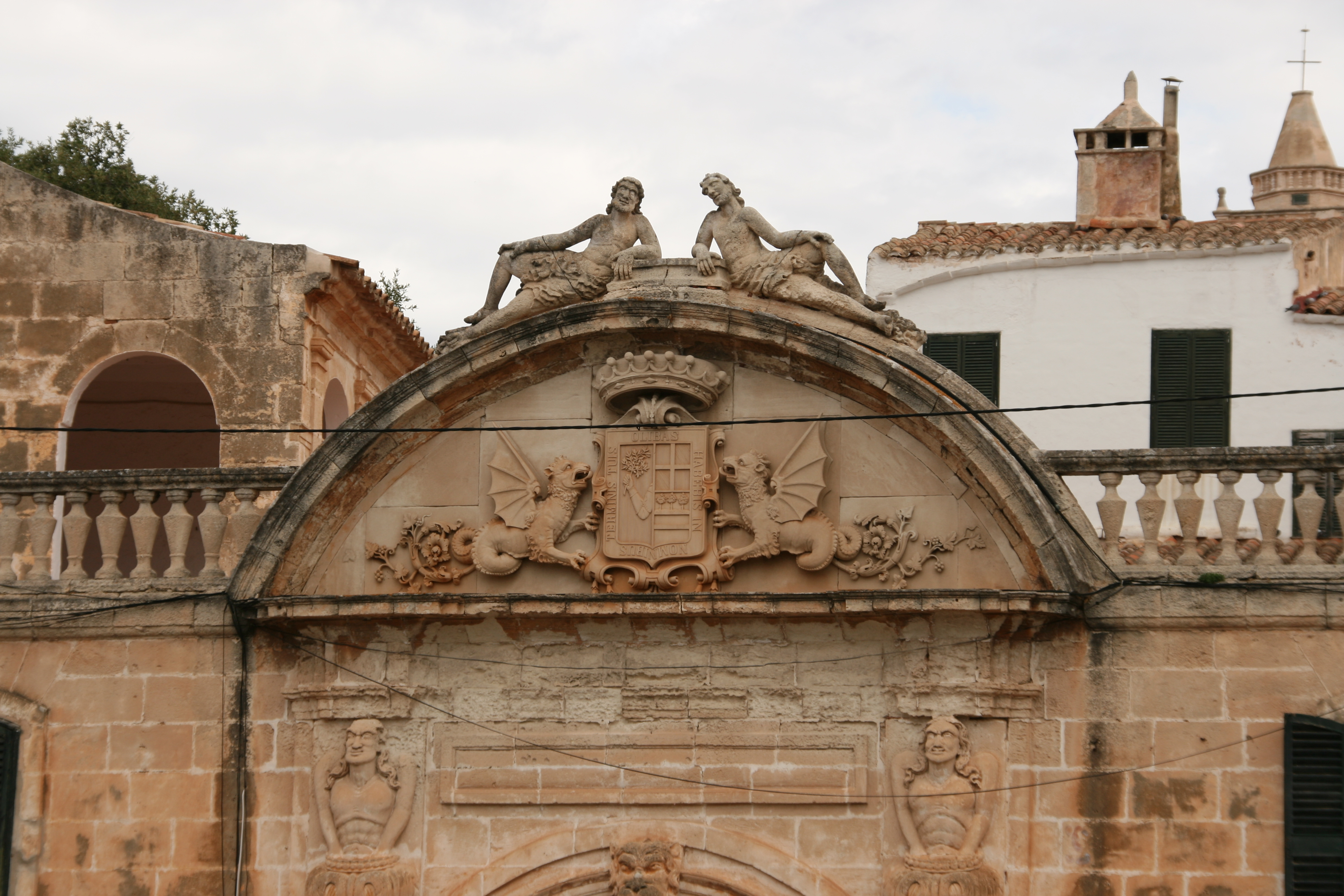
Detall de la façana de Cas Comte
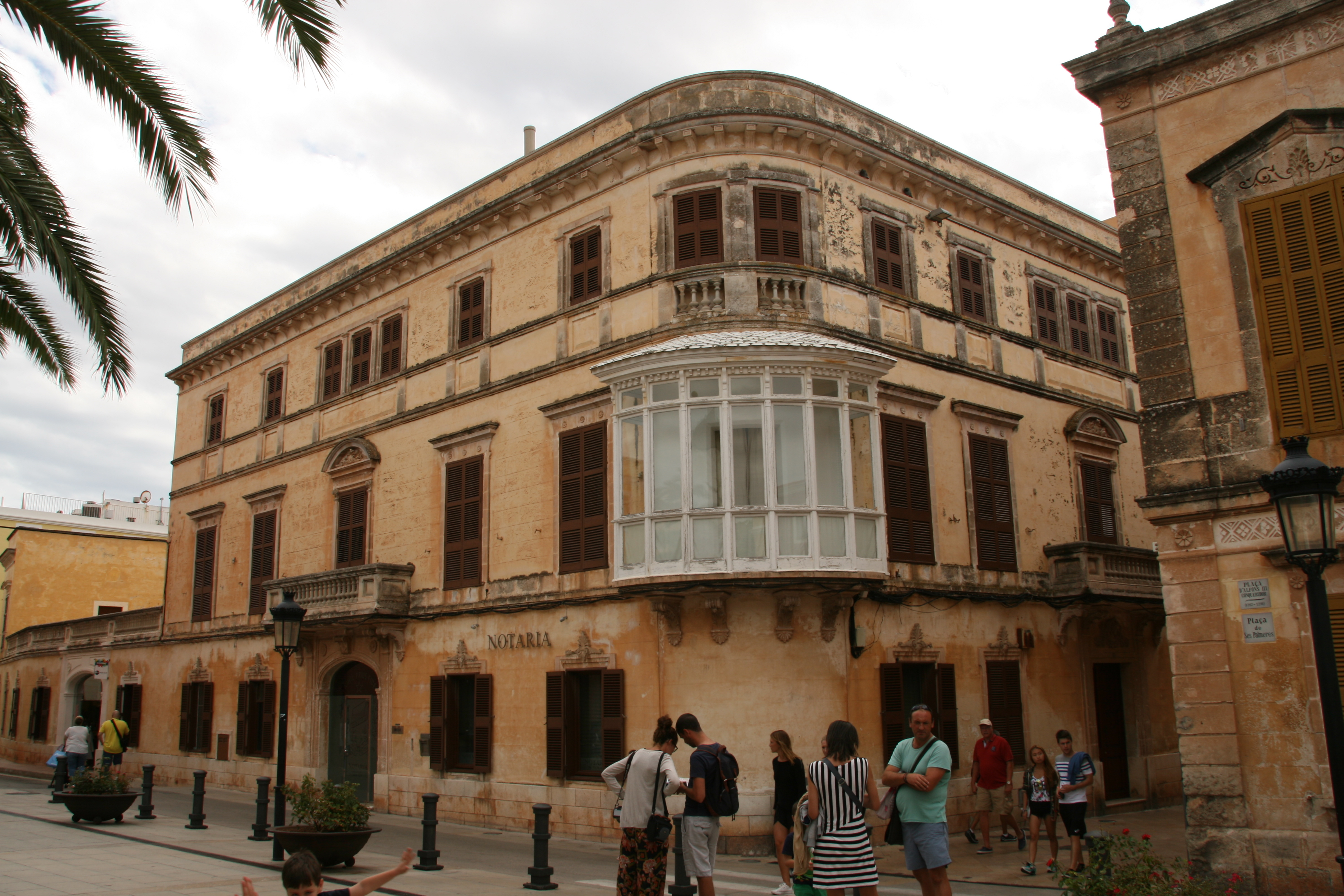
Plaça d'Alfons XIII
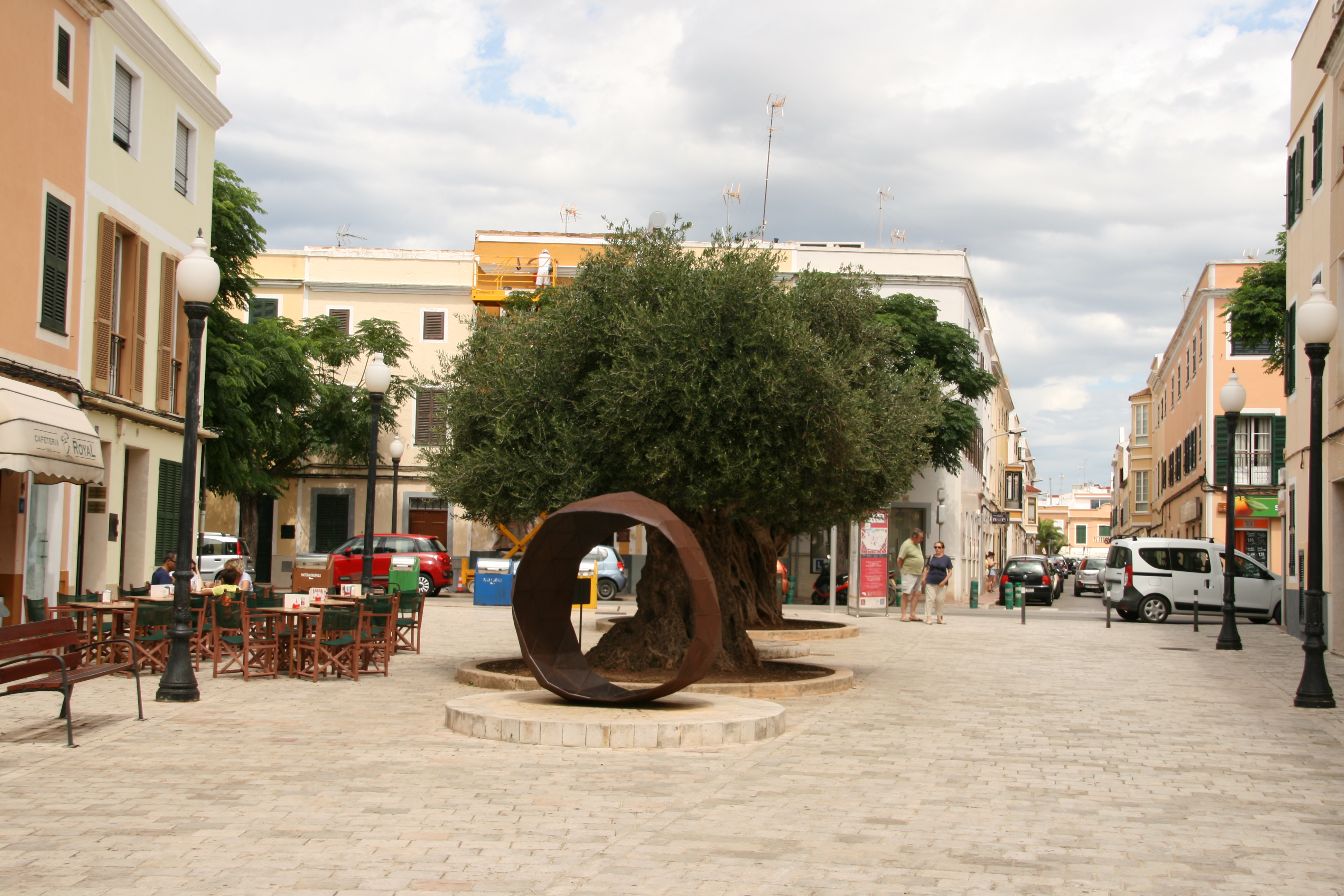
Plaça de Federico Pareja
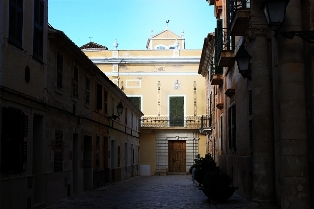
Façana del palau Squella